# Красное знамя (футбольный клуб, Москва)
«Кра́сное зна́мя» — футбольный клуб из Москвы, основанный в 1924 году. Располагался в Краснопресненском районе. Существовал при «Трёхгорной мануфактуре», располагался по соседству с «Красной Пресней».

## История
Играл на стадионе, который часто менял названия: МКС (1922—1923), «Красная Пресня» (1923—1926), стадион «Трёхгорной мануфактуры» (1926—1937), «Красное знамя» (1937—1958), «Труд» (1958—1971). С 1971 года стадиона не существует. Данный стадион делили с «Красной Пресней» до 1926 года, которая переехала на стадион «Томский» и стала называться «Пищевики». Клубные цвета: красно-белые. Между «Трёхгоркой» и «Спартаком» за всю историю было сыграно 19 матчей (официальных и товарищеских), 5 матчей выиграли футболисты «Трёхгорки», а футболисты «Спартака» выиграли 11 матчей, 2 ничейных матча было сыграно между командами, и один матч завершился неизвестным результатом. Клуб представлял ДСО «Красное знамя» вместе с известным клубом «Красное знамя» из Орехово-Зуево.

## Названия
- 1924—1937 год — «Трёхгорка» («Клуб им. III интернационала Краснопресненской Трёхгорной мануфактуры профессионального союза текстильщиков»)
- 1937—1955 год — «Красное знамя»[2]

## Достижения
- Чемпионат Москвы
- Чемпион (2): 1927 (в), 1929 (о)
- Вице-чемпион (1): 1928
- Бронзовый призёр (1): 1927 (о)